# José Manuel Lara
José Manuel Lara (* 21. Mai 1977 in Valencia) ist ein spanischer Profigolfer der European Tour.

## Karriere
Als Amateur gewann er 1996 die European Junior Amateur Championship und die Spanish Amateur Open Championship und vertrat sein Land im selben Jahr bei der Eisenhower Trophy.
Lara wurde 1997 Berufsgolfer und holte sich im darauf folgenden Jahr seinen ersten Turniersieg, die Warsaw Golf Open, einem Event der zweiten Leistungsebene (Challenge Tour). Nach einigem Auf und Ab positionierte sich Lara seit der Saison 2003 auf der European Tour und verbesserte sich laufend von Platz 93 bis Platz 33 in der European Tour Order of Merit 2005. Lara hatte schon zwei zweite Plätze zu Buche stehen, bei der The Celtic Manor Wales Open und der Mallorca Classic, bevor ihm im November 2006 der erste Sieg auf der European Tour gelang, die UBS Hong Kong Open, ein Turnier, das schon zur Saison 2007 gezählt wird. Im September 2010 gewann er die Austrian GolfOpen.
Er ist ein guter Freund von Sergio García, mit dem er im Amateurbereich oft zusammen spielte.

## European Tour Siege
- 2007 UBS Hong Kong Open (gemeinsames Turnier mit der Asian Tour, zählt zur Saison 2007, obwohl im November 2006 ausgetragen)
- 2010 Austrian GolfOpen presented by Botarin

## Andere Turniersiege
- 1998 Warsaw Golf Open (Challenge Tour)
- 2008 Peugeot Loewe Tour de Maioris
- 2009 Peugeot Loewe Tour Golf Escorpión

## Teilnahme an Mannschaftsbewerben
- World Cup: 2007